# Concert du nouvel an 2013 à Vienne
Le concert du nouvel an 2013 de l'orchestre philharmonique de Vienne, qui a lieu le 1er janvier 2013, est le 73e concert du nouvel an donné au Musikverein, à Vienne, en Autriche. Il est dirigé  pour la deuxième fois par le chef d'orchestre autrichien Franz Welser-Möst, deux ans seulement après sa dernière apparition.
Pour la première et unique fois, des œuvres de Richard Wagner (extrait de l'opéra Lohengrin) et de Giuseppe Verdi  (extrait de l'opéra Don Carlos) y sont interprétées lors d'un concert du nouvel an au Musikverein,  2013 étant l'année du 200e anniversaire de la naissance des deux compositeurs.
Onze pièces sur les dix-neuf au total sont jouées pour la première fois au concert du nouvel an, dont quatre en ouverture.

## Programme

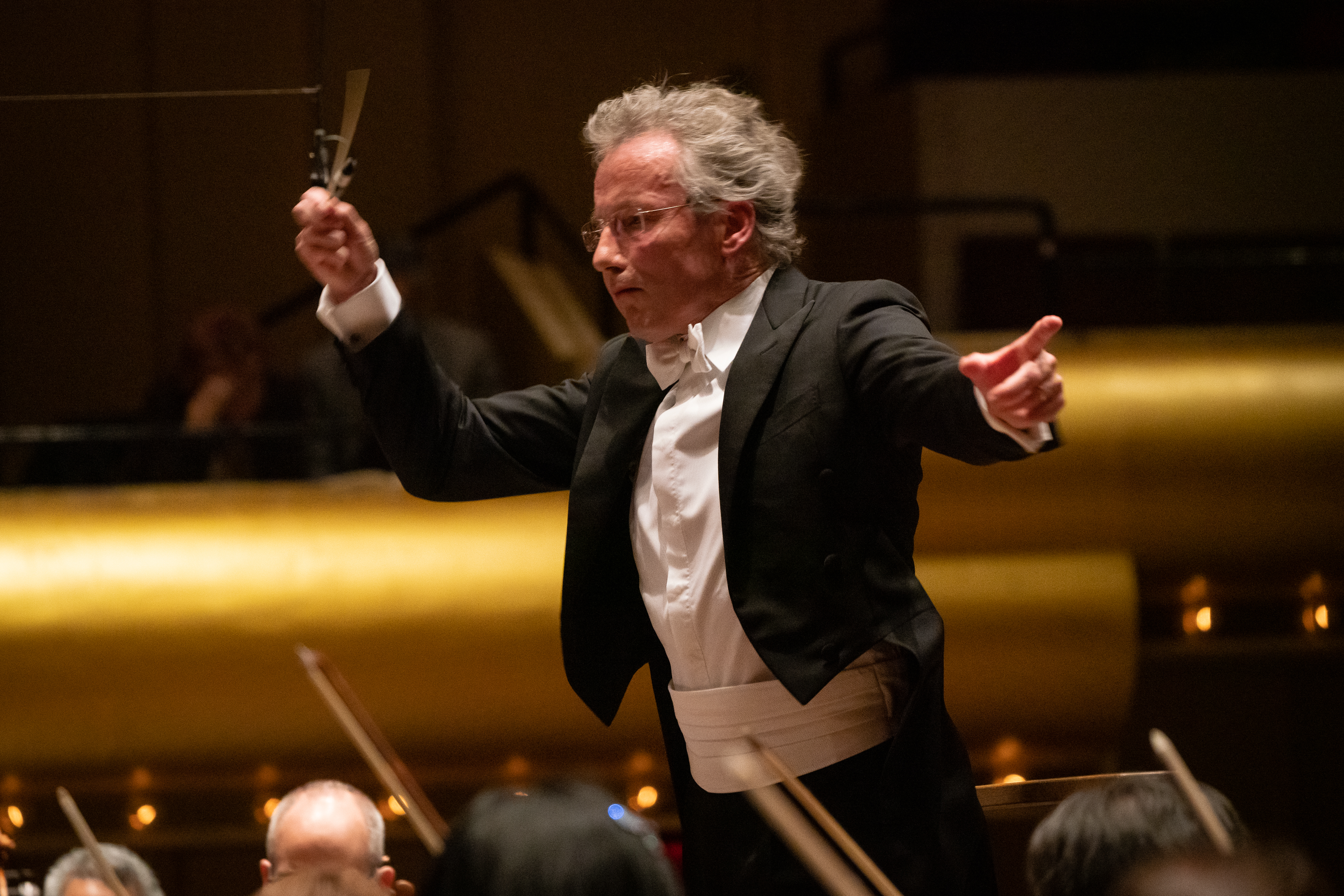
Le chef Franz Welser-Most (en 2020)

Les pièces suivies d'un astérisque (*) sont jouées pour la première fois.

### Première partie
1. Josef Strauss : Die Soubrette, polka rapide, op. 109*
2. Johann Strauss II : Kuss-Walzer, valse, op. 400*
3. Josef Strauss : Theater-Quadrille, quadrille, op. 213*
4. Johann Strauss II : Aus den Bergen, valse, op. 292*
5. Franz von Suppé : ouverture de la Cavalerie légère (Leichte Kavallerie)

### Deuxième partie
1. Josef Strauss : Sphärenklänge, valse, op. 235
2. Josef Strauss : Die Spinnerin, polka française, op. 192*
3. Richard Wagner : prélude du troisième acte de l'opéra Lohengrin*
4. Josef Hellmesberger II : Unter vier Augen, polka-mazurka*
5. Josef Strauss : Hesperusbahnen, valse, op. 279*
6. Josef Strauss : Galoppin, polka rapide, op. 237*
7. Joseph Lanner : Steyrische Tänze, op. 165
8. Giuseppe Verdi : prestissimo du ballet du troisième acte de l'opéra Don Carlos*
9. Johann Strauss II : Melodien-Quadrille, quadrille, op. 112*
10. Johann Strauss II : Wo die Citronen blüh'n!, valse, op. 364
11. Johann Strauss : Erinnerungen an Ernst ou Le Carnaval à Venise, fantaisie, op. 126

### Rappels
1. Josef Strauss : Plappermäulchen, polka rapide, op. 245
2. Johann Strauss II : Le Beau Danube bleu, valse, op. 314
3. Johann Strauss : Marche de Radetzky, marche, op. 228

## Discographie
- Franz Welser-Möst, Wiener Philharmoniker – Neujahrskonzert 2013 : Sony Classical – 88765411632, 2 CD[1].

## Vidéographie
- Franz Welser-Möst, Wiener Philharmoniker – Neujahrskonzert 2013 : Sony Classical – 887654407399, DVD[2].